# 정종권
정종권 (1967년 ~)는 부산광역시 출생으로 전 민주노동당 서울시당 위원장을 역임하였고, 진보신당 입당 이후에는 집행위원장을 역임하였다. 진보신당 부대표를 지냈다.

## 약력
- 1994년 진보민중청년연합 조직국장
- 1996년 서울진보청년회 회장
- 1996년 구로신문 편집위원 및 논설위원
- 1997년 국민승리21 권영길 선본 청년지원단 단장
- 1997년 국민승리21 권영길 대선후보 구로을 연락사무소장
- 1998년 사회진보연대 사무국장
- 2000년 사회진보연대 정책기획국장
- 2001년 전국민중연대 정책기획실장
- 2001년 공직사회개혁 공무원노동기본권 쟁채 공대위 집행위원
- 2001년 상가임대차보호 공동운동본부 구로지부 위원장
- 2001년 민주노동당 구로을 지구당 위원장
- 2001년, 2004년 민주노동당 구로을 국회의원 후보
- 2002년 민주노동당 연대사업위원장
- 2004년 민주노동당 서울시당 위원장
- 2008년 진보신당 상황실장
- 2008년 진보신당 부집행위원장
- 2008년 진보신당 집행위원장
- 2009년 진보신당 부대표

| 전임 박김영희·이덕우·김석준 | 제2대 진보신당 부대표 2009년 3월 29일 ~ 2010년 10월 14일 | 후임 김은주·윤난실·김정진·박용진 |